# Bo Yang
Bo Yang (chinois traditionnel : 柏楊 ; chinois simplifié : 柏杨 ; pinyin : Bó Yáng ; zhuyin : ㄅㄛˋ 〡ㄤˊ ; prononciation taïwanaise : Bó Yáng) est un écrivain chinois né à Kaifeng (Henan) le 7 mars 1920 et mort à Taipei (Taiwan) le 19 avril 2008.

## Biographie
Son nom à la naissance est Guo Dinsheng (郭定生), nom plus tard changé en Guo Yidong (郭衣洞). Bo Yang est son nom de plume.
Militant de droite durant les années 1930-1940, il s'installe à Taïwan après 1949. Il y publie des écrits marqués par l'anticommunisme, et se fait aussi connaître pour ses histoires d'amour. Il se fait ensuite aussi connaître dans le genre du zawen, essai satirique, dans lequel il excelle : il traite notamment de la corruption politique ou policière. L'indépendance d'esprit de l'écrivain gêne le pouvoir. Au prétexte d'une traduction de la bande dessinée Popeye, interprétée comme une critique du dirigeant Tchang Kaï-chek, il passe huit ans en prison (1968-1977), en tant que « conspirateur communiste ». Après sa libération, il s'intéresse surtout à l'histoire. Il traduit notamment en chinois moderne le Zizhi Tongjian de Sima Guang (xie siècle).
L'aspect de critique sociale de son œuvre lui a valu d'être qualifié de « Voltaire chinois » par le New York Times. Son essai Abjects chinois, cinglant portrait des Chinois, s'est largement vendu à Taiwan. Publié en Chine continentale, il a été interdit par les autorités.
Il a dirigé le bureau d'Amnesty international à Taiwan de 1994 à 1996.
Il meurt à Taipei le 29 avril 2008 à l'âge de 88 ans, d'une pneumonie.

## Liste des œuvres

### Traduites en français
- Le Nouveau Pierre
- La Lanterne rouge
- Les Enfants sous la voûte céleste
- L'Arbre du souvenir
- Le Secret
- La Statue de marbre
- Choulou de Zhongguoren (Abjects chinois. Pamphlets et libelles), 1996 (traduction de (zh) 《丑陋的中国人》, 台北市, 林白出版社, coll. « 岛屿文库 » (no 12),‎ 1974 (OCLC 867421307))

### Œuvres originales en chinois
- (zh) 《丑陋的中国人》, 台北市, 島嶼文庫出版 淡江大學啟明社製作,‎ 1988 (OCLC 856719571) (livre audio)
- (zh) 《中国人史纲》, 台北市, 星光,‎ 1982 (OCLC 848972842)
- (zh) 黎活仁, 《柏杨的思想与文学》, 台北市, 遠流出版事業股份有限公司,‎ 2000 (ISBN 978-957-3239-39-0, OCLC 769054138) (compilation par Li Huoren)
- (zh) 遠流實用歷史舘編, 《这个人·这个岛——柏杨人权感恩之旅》, 台北市, 遠流出版事業股份有限公司 : 財團法人人權教育基金會,‎ 2005, 247 p. (ISBN 957-98-9575-9)
- (zh) 《柏杨和我》, 星光出版社出版
- (zh) 孙观汉, 《柏杨的冤狱》, 香港, 香港文艺出版社
- (zh) 《挣扎—柏杨小说论析》, 台北市, 台北汉光文艺
- (zh) 《柏杨评传》（雷锐著, 中国友谊出版公司
- (zh) 《柏杨传》（古继堂著, 北京市, 作家出版社
- (zh) 《柏杨传》（韩斌著, 广州市, 花城出版社
- (zh) 《一个作家触怒两个中国》, 台北市, 台北星光出版社
- (zh) 《评柏杨》, 香港, 明报出版社
- (zh) 《都是丑陋中国人惹的祸》, 北京市, 华侨出版公司
- (zh) 《海峡两岸话通鉴》
- (zh) 《七十年代论战柏杨》, 台北市, 台北四季出版公司
- (zh) 《柏杨与柏杨传─从新闻评议到白色恐怖的探讨》, 台北市, 东吴大学历史研究所硕士论文,‎ 2006
- (zh) 《背影--我的父亲柏杨》, 远流出版社,‎ 2014 (2e édition : 2016, éditeur = 广西师范大学出版社).